# Committee Study of the Central Intelligence Agency’s Detention and Interrogation Program
Die Committee Study of the Central Intelligence Agency’s Detention and Interrogation Program, verkürzt oft als „CIA-Folterbericht“ (englisch CIA torture report) bezeichnet, ist der Untersuchungsbericht des Geheimdienstausschusses des US-Senats über Foltermethoden des amerikanischen Auslandsgeheimdienstes Central Intelligence Agency (CIA) seit den Terroranschlägen des 11. Septembers 2001. Das „detention and interrogation program“ war sechs Tage nach dem 11. September 2001 genehmigt worden; der US-amerikanische Präsident Barack Obama ließ es im Januar 2009 offiziell einstellen.

## Ausschuss
Anstoß für den Bericht gab, dass Jose A. Rodriguez, Chef des National Clandestine Service, etwa 100 Videoaufnahmen von Befragungen im Jahr 2005 hatte vernichten lassen. Das Komitee stand unter der Leitung von Dianne Feinstein.
Der volle Bericht umfasst 6200 Seiten und unterliegt der Geheimhaltung. Über die Veröffentlichung des Berichts wurde lange gestritten. Am 3. April 2014 beschloss der SSCI, eine überarbeitete Fassung des Berichts zu veröffentlichen. Eine 525 Seiten lange, nicht als geheim klassifizierte, aber an vielen Stellen geschwärzte, Kurzfassung wurde im Dezember 2014 veröffentlicht.

## Inhalt
Im Bericht wurden eine Reihe von Foltermethoden dokumentiert, die bei den Betroffenen unter anderem auch Verletzungen und bleibende physische und psychische Schäden hinterließ; ferner ein Todesfall.
Auch wurden zwei Subunternehmer erwähnt. Nach dem Transport von Abu Subaida nach Thailand 2002 wurden James E. Mitchell und Bruce Jessen mit den Verhören beauftragt. Im Bericht werden sie als „Grayson Swigert“ und „Hammond Dunbar“ pseudonymisiert.
Festgestellt wurde unter anderem, dass George J. Tenet, Porter J. Goss und Michael V. Hayden als Direktoren der CIA die Mitglieder des Kongresses, das Weiße Haus und den Director of National Intelligence über die Wirksamkeit des Programms und die Anzahl der Häftlinge getäuscht hatten.

## Reaktionen
Der US-amerikanische Ex-Präsident George W. Bush kommentierte den Bericht mit „We’re fortunate to have men and women who work hard at the CIA serving on our behalf“ („Wir können uns glücklich schätzen, Männer und Frauen zu haben, die bei der CIA hart in unserem Interesse arbeiten“). Ex-Vizepräsident Dick Cheney führte an, der Bericht sei „full of crap“ („voller Mist“). Der frühere CIA-Chef Michael Hayden verwies darauf, es seien mit den gewonnenen Informationen Terroranschläge verhindert und Al-Qaida-Führungspersonen ergriffen worden.
Ben Emmerson, UN-Sonderberichterstatter für Terrorismusbekämpfung und Menschenrechte, nahm einen Tag nach der Veröffentlichung des Berichts Stellung. Der Bericht bestätige Vermutungen, dass in der Regierung von George W. Bush auf hoher Ebene „systematische Verbrechen und grobe Verletzungen der internationalen Menschenrechtsgesetze“ begangen worden seien. Er sprach die Möglichkeit einer rechtlichen Verfolgung der Verantwortlichen durch alle Staaten der Welt an, forderte aber primär eine Anklage in den Vereinigten Staaten.
Als einer der wenigen republikanischen Politiker äußerte sich US-Senator John McCain, der im Vietnamkrieg eine fünfjährige Kriegsgefangenschaft in Nordvietnam überstanden hatte, ebenfalls kritisch zu den CIA-Folterpraktiken: „I know from personal experience that the abuse of prisoners will produce more bad than good intelligence.“ („Ich weiß aus eigener Erfahrung, dass die Misshandlung von Gefangenen eher schlechte als gute Aufklärung hervorbringt.“) Noch 2006 hatte Michael Scheuer behauptet: „Und dann ist da diese Windmaschine im Senat, Senator John McCain, der quasi einräumt, dass die CIA foltert. Alles völlig falsch. Aber so wird das ganze Programm kaputtgemacht.“
Die Volksrepublik China und Nordkorea verurteilten die USA wegen ihrer „hypocrisy“ (Heuchelei) und der „inhuman torture“ (inhumanen Folter) und forderten eine entsprechende Reaktion der Vereinten Nationen.

## Filmadaption
Die Geschichte über die Arbeiten an dem Bericht und seine Veröffentlichung wurde in dem US-Spielfilm The Report (2019) nacherzählt.